# Claude Lamoureux (Bildhauer)

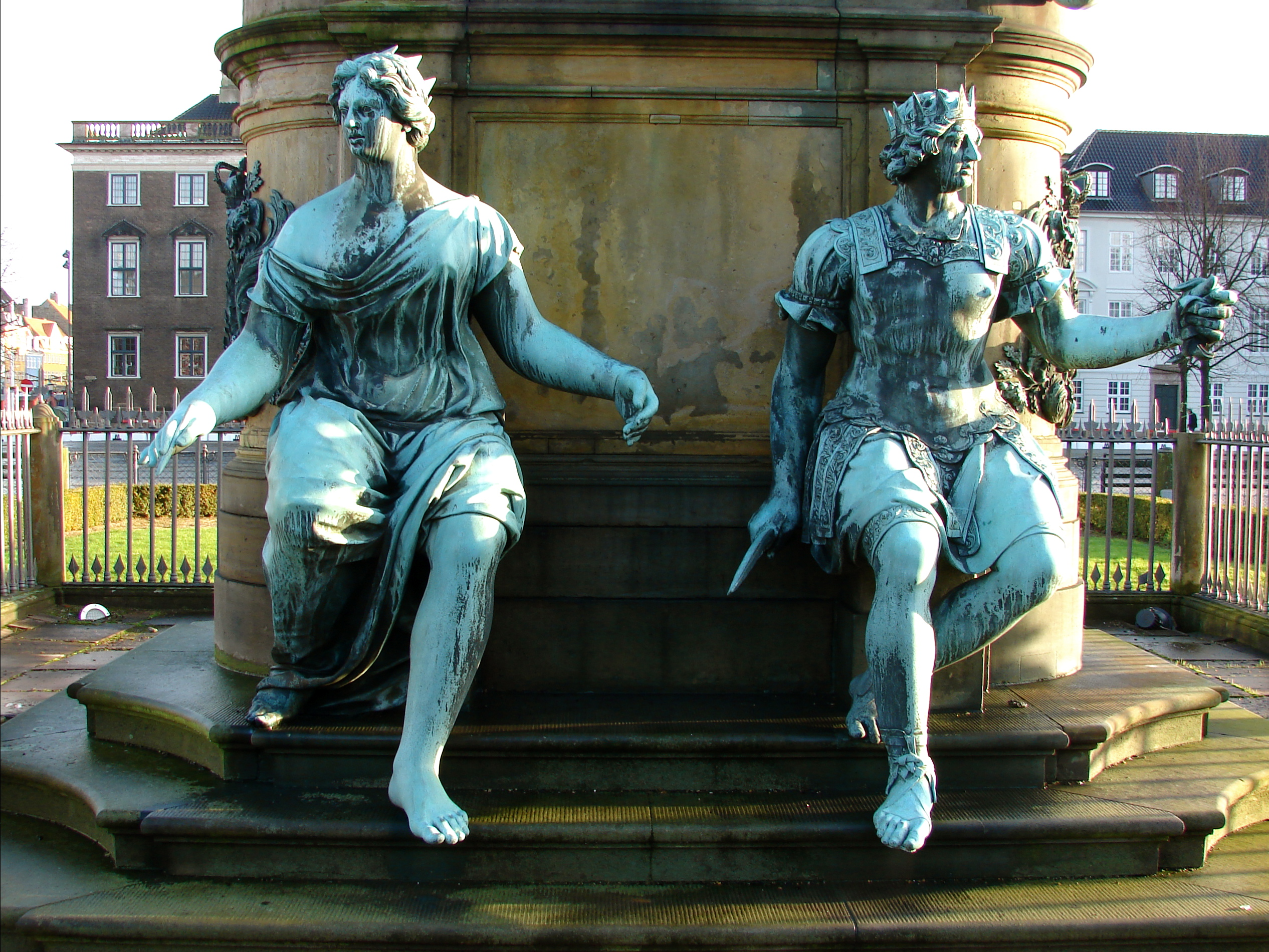
Allegorische Statuen am Postament des Reiterstandbilds König Christians V. auf Kongens Nytorv, Kopenhagen

Claude Lamoureux (* um 1650; † nach 1699) war ein französischstämmiger Bildhauer, der in Schweden und in Kopenhagen (Dänemark) arbeitete. Er ist vor allem dafür bekannt, seinem Bruder bei der Schaffung des ersten Reiterstandbilds Nordeuropas geholfen zu haben.

## Leben und Werk
Das Geburtsdatum sowie der Geburtsort von Claude Lamoureux sind unbekannt. Er war der jüngere Bruder des Bildhauers Abraham César Lamoureux, und er hatte eine jüngere Schwester Magdalena, die um 1660 in Hamburg (Deutschland) geboren wurde.
Wahrscheinlich kam er mit seinem Stiefvater Jean Baptist Dieussart nach Schweden, der 1664 in die Dienste des schwedischen Reichskanzlers Graf Magnus Gabriel De la Gardie trat. Wie auch sein Bruder, war Lamoureux wahrscheinlich ein Lehrling oder Assistent seines Stiefvaters.
Im Jahr 1681 zogen Lamoureux, seine Geschwister, sowie deren Familien (die Familie seines Bruders und der Ehemann seiner Schwester, der schwedische Bildhauer und Steinmetz Johann Gustav Stockenberg) nach Kopenhagen in Dänemark, wo sein Bruder Abraham-César als Hofbildhauer für König Christian V. von Dänemark angestellt worden war.
Um 1685 heiratete Lamoureux die Kopenhagenerin Anne Marie Pedersdatter Stephensen, die ihm zwischen 1686 und 1698 vier Kinder gebar. Ab 1686 war er als Assistent seines Bruders mit einem Jahresgehalt von 100 dänischen Rigsdalern beschäftigt. Nach dem Tod seines Bruders im April 1692 (Abraham César wurde am 27. April 1692 in der Dreifaltigkeitskirche in Kopenhagen beigesetzt) beendete er im Jahr 1695 das Werk seines Bruders und fügte dem Postament des Reiterstandbilds von Christian V vier allegorische Statuen hinzu.
1699 trat Lamoureux aus dem Dienst des dänischen Hofes aus und erhielt Reisekosten für seine Ausreise aus Dänemark. Sein weiterer Verbleib ist unbekannt, ebenso wie Datum und Ort seines Todes.

## Bekannte Werke
| Minerva und Herakles Artemisia I. und Alexander der Große |

- die vier allegorischen Bleistatuen Weisheit (Minerva), Stärke (Herakles), Heldentum (Alexander der Große) und Ehre (Artemisia) rund um das Postament das Reiterstandbilds von Christian V auf Kongens Nytorv[1][9]